# Bengt Hagelberg
Bengt Hagelberg, född 30 juli 1743 i Mistelås församling i Kronobergs län, död 19 april 1818, var en svensk präst.
Hagelberg var son till komminister Nils Hagelberg och Christina Lång. Han blev 1762 student vid Lunds universitet, disputerade om vetenskapernas tjänstverk vid handaslöjder 1764 och om physico-ekonomisk beskrivning över Mistelås i Småland 1766, blev magister samma år och prästvigdes 1768. Han blev huspredikant hos riksrådet, greve G von Seth 1770 och komminister i Anderstorps församling i Växjö stift 1770. Hagelberg blev kyrkoherde i Reftele pastorat 1794 med tillträde 1796. Han blev prost 1807 och jubelmagister 1817.
Han var "en kraftnatur som höll sträng kyrkotukt", skriver Herdaminnen. Hagelberg var blind sina sista elva levnadsår, vilket dock inte hindrade honom från att predika.
Bengt Hagelberg gifte sig 1766 med Judit Unnera (1752–1827), dotter till kyrkoherde Olof Unnerus i Reftele. De fick barnen: Nils (född 1777), kyrkoherde i Kulltorps församling, tvillingarna Christina Catharina och Sara Lisa (födda och avlidna 1778), Christina Margareta (född 1780), gift med komminister Daniel Bexell i Våthult, Olof (1782–1824), kontrollör i Östergötland, Anders (född 1783), kyrkoherde i Tolgs socken, Sara Britta (född och död 1785), Johannes (1786–1852), inspektor på Svabesholms kungsgård i Skåne, Sara Elisabet (1789–1829), gift med kyrkoherde Adolph Lindvall i Reftele församling, Brita Ulrika (född och död 1791) och Anna Marta (1792–1843), gift med kyrkoherde Anders Hjelmqvist i Hjälmseryd.